# Kaminey
Kaminey (em hindi: कमीने) é um filme de Bollywood lançado em 2009, realizado por Vishal Bhardwaj e protagonizado por Shahid Kapoor e Priyanka Chopra.